# Georgios Maniakes

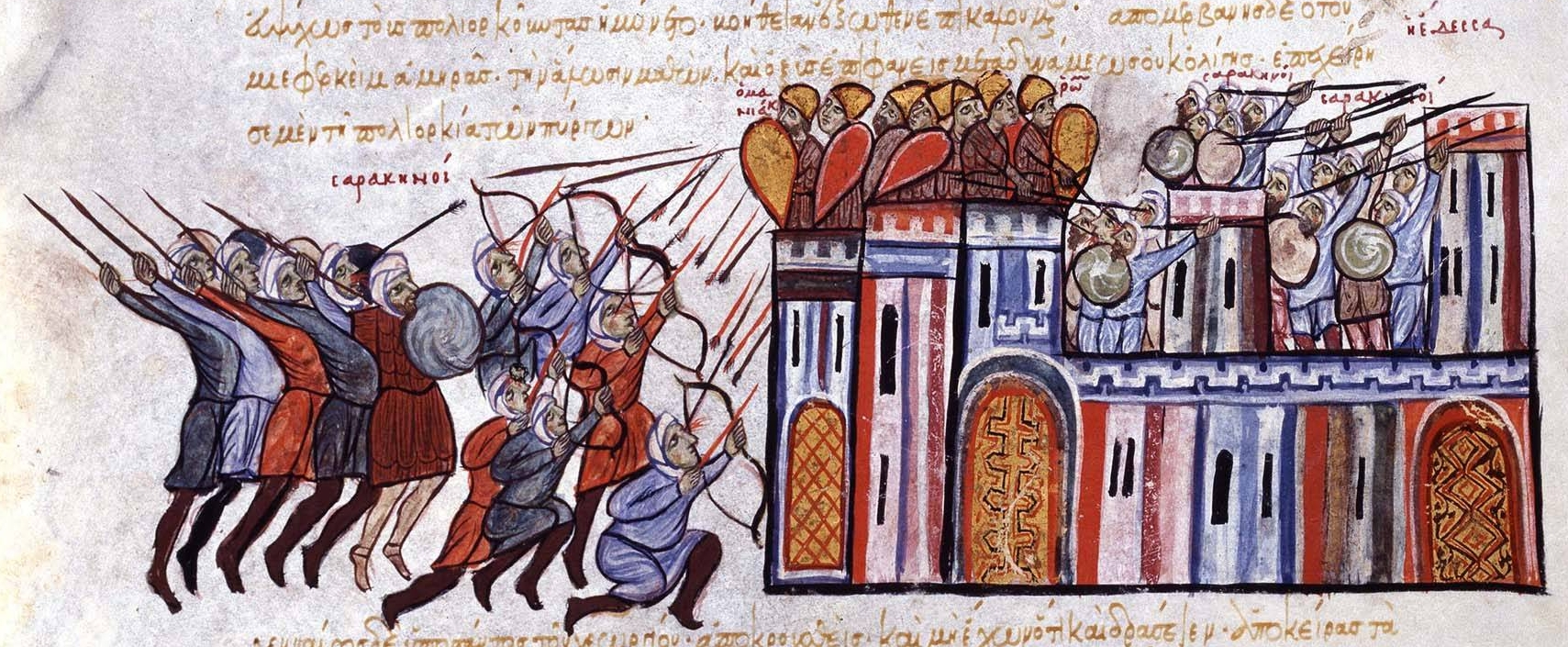
De strijd om Edessa tussen de Seltsjoeken en het Byzantijnse leger onder Maniakes. Miniatuur uit de 12e-eeuwse kopie van het werk van Johannes Skylitzes in de Biblioteca Nacional de España te Madrid.

Georgios Maniakes, Maniaces, Maniakis, Maniacus of Maniaches (Grieks: Γεώργιος Μανιάκης, Italiaans: Giorgio Maniace, gestorven 1043) was een 11e-eeuws Byzantijns generaal. In 1042 was hij katapanos van Italië.
Maniakes kwam uit een rijke familie uit Anatolië. Hij speelde voor het eerst een belangrijke rol bij de Byzantijnse veldtocht tegen de Seltsjoeken in 1031, tijdens de regering van keizer Romanos III. Hoewel de Byzantijnen voor Aleppo verslagen werden, wisten ze dankzij Maniakes' inzet de stad Edessa te veroveren. 
Maniakes' grootste overwinning was de verovering van het oosten van het Emiraat Sicilië op de Arabieren in 1038. Op Sicilië werd Maniakes bijgestaan door de Varjaagse garde onder leiding van Harald Hardrada, die later koning van Noorwegen zou worden. Ook maakten de Byzantijnen gebruik van een contingent Langobardische huurlingen onder bevel van Arduino van Melfi, waarbij zich ook een groep Normandiërs had aangesloten, waaronder Willem van Hautville en Hervé Frangopoulos. Willem de Hautville doodde tijdens de veldtocht eigenhandig de emir van Syracuse en hield daaraan de bijnaam IJzerarm over. 
Volgens de overlevering zorgde een persoonlijke ruzie tussen Maniakes en Arduino van Melfi ervoor dat de huurlingen hun generaal in de steek lieten. Ze keerden terug naar het vasteland van Italië, waar ze later tegen de Byzantijnen in opstand kwamen. Erger voor Maniakes was een ruzie met zijn adjudant Stefan, wiens zuster getrouwd was met Johannes Orfanotrofos, de hoogste beambte aan het Byzantijnse hof en de broer van keizer Michaël IV. De keizer ontnam Maniakes daarop het bevel in Sicilië. De Arabieren heroverden al snel het gebied dat door Maniakes was veroverd.
Maniakes werd in 1042 tot kapatanos van Italië benoemd. Hij kwam echter in hetzelfde jaar in opstand tegen keizer Constantijn IX en marcheerde met het Italiaanse leger naar Constantinopel. Het kwam in 1043 tot een veldslag bij Thessaloniki, waarin Maniakes sneuvelde en de opstand werd neergeslagen.
Zowel het plaatsje Maniace op Sicilië als het Castello Maniace in Syracuse is naar Maniakes vernoemd.